# كلينتون (كارولاينا الجنوبية)
كلينتون (بالإنجليزية: Clinton, South Carolina)‏، هي إحدى مدن مقاطعة لورينز بولاية كارولاينا الجنوبية بالولايات المتحدة. بلغ عدد السكان 8490 وفقا لتعداد 2010. تبلغ مساحتها 27.05 كم2 وترتفع عن سطح البحر 206 متر.

## التركيبة السكانية
حدّد مكتب تعداد الولايات المتحدة بيانات التركيبة السكانية لكلينتون في تعداد الولايات المتحدة. في ما يلي، التركيبة السكانية حسب تعدادي 2000 و2010.

### تعداد عام 2000
بلغ عدد سكان كلينتون 8,091 نسمة بحسب تعداد عام 2000، وبلغ عدد الأسر 2,683 أسرة وعدد العائلات 1,667 عائلة مقيمة في المدينة. في حين سجلت الكثافة السكانية 301.5 نسمة لكل كيلومتر مربع (780.9/ميل2). وبلغ عدد الوحدات السكنية 3,011 وحدة بمتوسط كثافة قدره 112.2 لكل كيلومتر مربع (290.6/ميل2).
وتوزع التركيب العرقي للمدينة بنسبة 60.31% من البيض و37.98% من الأمريكيين الأفارقة و0.21% من الأمريكيين الأصليين و0.27% من الأمريكيين ذوي الأصول الآسيوية و0.02% من سكان جزر المحيط الهادئ و0.46% من الأعراق الأخرى و0.74% من عرقين مختلطين أو أكثر و0.95% من الهسبانيين أو اللاتينيين من أي عرق.
بلغ عدد الأسر 2,683 أسرة كانت نسبة 35% منها لديها أطفال تحت سن الثامنة عشر تعيش معهم، وبلغت نسبة الأزواج القاطنين مع بعضهم البعض 35.7% من أصل المجموع الكلي للأسر، ونسبة 21.9% من الأسر كان لديها معيلات من الإناث دون وجود شريك، بينما كانت نسبة 4.6% من الأسر لديها معيلون من الذكور دون وجود شريكة وكانت نسبة 37.9% من غير العائلات. تألفت نسبة 33.8% من أصل جميع الأسر من عدة أفراد يعيشون في نفس المنزل ونسبة 15.2% كانت تتألف من شخص يعيش بمفرده يبلغ من العمر 65 عاماً أو أكثر. وبلغ متوسط حجم الأسرة المعيشية 2.39، أما متوسط حجم العائلات فبلغ 3.05.
بلغ العمر الوسطي للسكان 32.4 عاماً. وكانت نسبة 20.9% من القاطنين تحت سن الثامنة عشر، وكانت نسبة 7.8% بين الثامنة عشر والرابعة والعشرين عاماً، ونسبة 21% كانت واقعةً في الفئة العمرية ما بين الخامسة والعشرين والرابعة والأربعين عاماً، ونسبة 16.8% كانت ما بين الخامسة والأربعين والرابعة والستين، ونسبة 12.7% كانت ضمن فئة الخامسة والستين عاماً فما فوق. يوجد لكل 100 أنثى 82.5 ذكر، ويوجد لكل 100 أنثى في الثامنة عشر من عمرها فما فوق 77.2 ذكر.
بلغ متوسط دخل الأسرة في المدينة 26,620 دولارًا، أما متوسط دخل العائلة فبلغ 31,842 دولارًا. وكان متوسط دخل الذكور 27,409 دولارًا مقابل 20,821 دولارًا للإناث. وسجل دخل الفرد الخاص بالمدينة 12,933 دولارًا. وكانت نسبة 21.5% من العائلات ونسبة 23.1% من السكان تحت خط الفقر، وكان من هؤلاء نسبة 30.6% تحت سن الثامنة عشر ونسبة 17% في الخامسة والستين من العمر وما فوق.

### تعداد عام 2010
بلغ عدد سكان كلينتون 8,490 نسمة بحسب تعداد عام 2010، وبلغ عدد الأسر 2,767 أسرة وعدد العائلات 1,700 عائلة مقيمة في المدينة. في حين سجلت الكثافة السكانية 316.3 نسمة لكل كيلومتر مربع (819.2/ميل2). وبلغ عدد الوحدات السكنية 3,334 وحدة بمتوسط كثافة قدره 124.2 لكل كيلومتر مربع (321.7/ميل2).
وتوزع التركيب العرقي للمدينة بنسبة 59.45% من البيض و36.98% من الأمريكيين الأفارقة و0.22% من الأمريكيين الأصليين و0.57% من الأمريكيين ذوي الأصول الآسيوية و0.02% من سكان جزر المحيط الهادئ و1.25% من الأعراق الأخرى و1.51% من عرقين مختلطين أو أكثر و2.20% من الهسبانيين أو اللاتينيين من أي عرق.
بلغ عدد الأسر 2,767 أسرة كانت نسبة 32.9% منها لديها أطفال تحت سن الثامنة عشر تعيش معهم، وبلغت نسبة الأزواج القاطنين مع بعضهم البعض 31.2% من أصل المجموع الكلي للأسر، ونسبة 24.6% من الأسر كان لديها معيلات من الإناث دون وجود شريك، بينما كانت نسبة 5.7% من الأسر لديها معيلون من الذكور دون وجود شريكة وكانت نسبة 38.6% من غير العائلات. تألفت نسبة 33% من أصل جميع الأسر من عدة أفراد يعيشون في نفس المنزل ونسبة 13.7% كانت تتألف من شخص يعيش بمفرده يبلغ من العمر 65 عاماً أو أكثر. وبلغ متوسط حجم الأسرة المعيشية 2.40، أما متوسط حجم العائلات فبلغ 3.02.
بلغ العمر الوسطي للسكان 32.7 عاماً. وكانت نسبة 21.7% من القاطنين تحت سن الثامنة عشر، وكانت نسبة 21% بين الثامنة عشر والرابعة والعشرين عاماً، ونسبة 19.6% كانت واقعةً في الفئة العمرية ما بين الخامسة والعشرين والرابعة والأربعين عاماً، ونسبة 21.6% كانت ما بين الخامسة والأربعين والرابعة والستين، ونسبة 16.1% كانت ضمن فئة الخامسة والستين عاماً فما فوق. وتوزع التركيب الجنسي للسكان بنسبة 46% ذكور و54% إناث.

## أعلام
- جون ك. غريفين
- كيفن لونغ
- كلاي بينيت
- تشيك غالواي
- تشارلي ويلسون